# 1158 هـ
1158 هـ هي سنة في التقويم الهجري امتدت مقابلةً في التقويم الميلادي بين سنتي 1745 و1746.

## مواليد
- ياسين العمري